# Groot-Albanië

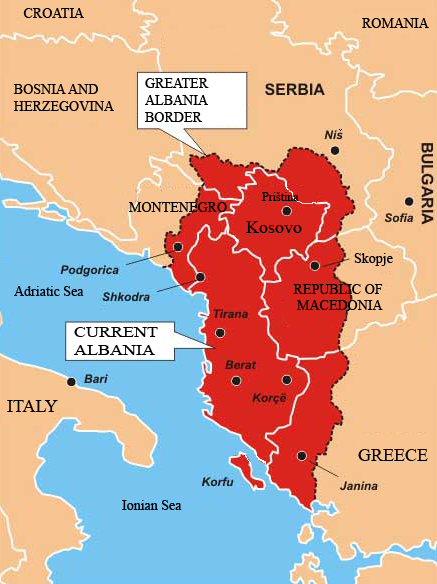
Topografische kaart van het geclaimde Groot-Albanië.

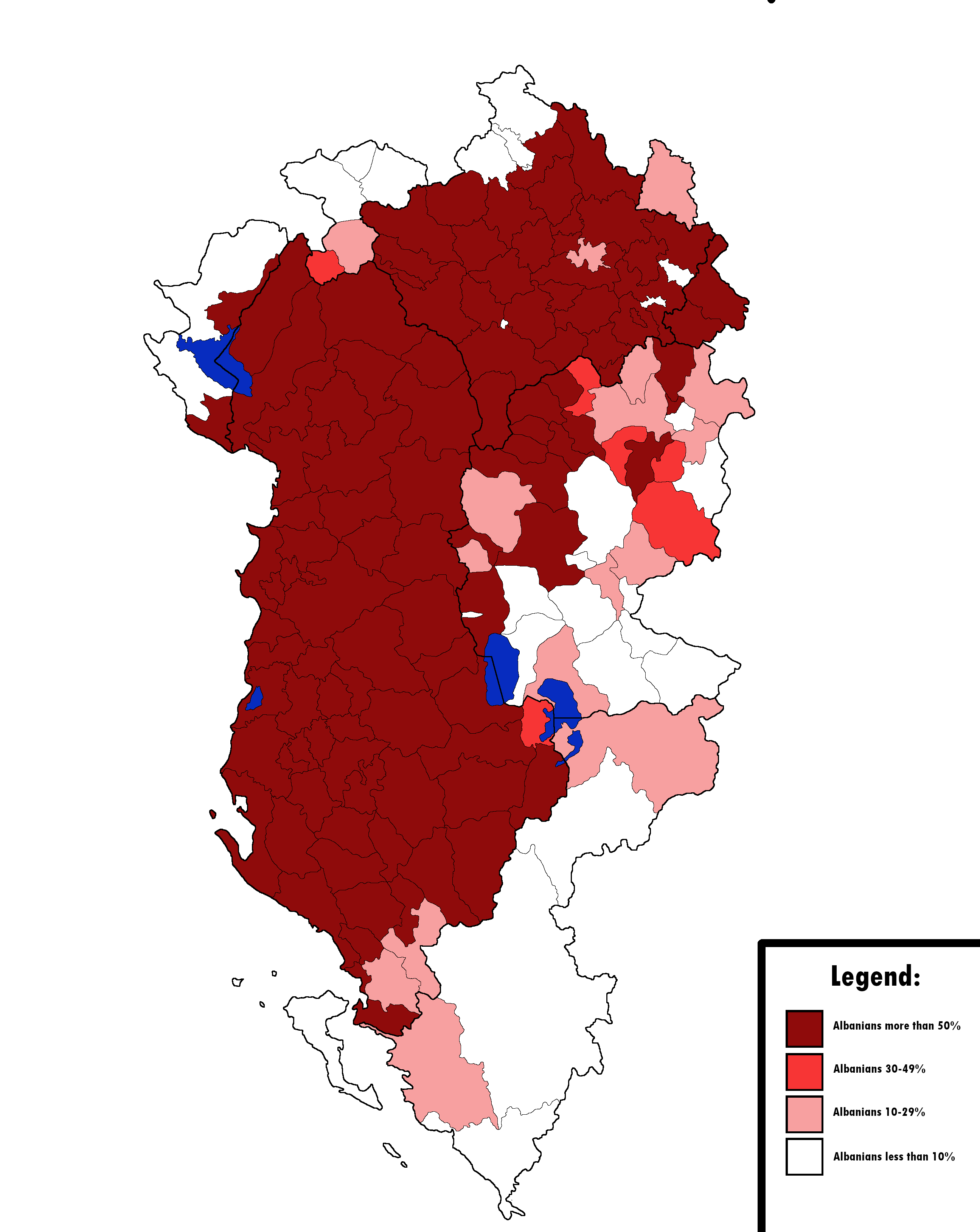
Verspreiding van etnische Albanezen, in het rood aangegeven, binnen de landsgrenzen van het geclaimde Groot-Albanië. In de blauw en wit gekleurde gebieden zijn de Albanezen een minderheid.

Groot-Albanië is een irredentistisch concept dat ernaar streeft de gebieden te verenigen die door veel etnische Albanezen als hun nationale thuisland worden beschouwd, gebaseerd op beweringen over de huidige of historische aanwezigheid van Albanese bevolkingsgroepen in die gebieden. Naast het bestaande Albanië omvat de term claims op regio's in de aangrenzende staten, de gebieden omvatten Kosovo, de Preševo-vallei in Servië, gebieden in het zuiden van Montenegro, het noordwesten van Griekenland (de Griekse regionale eenheden Thesprotia en Preveza, door Albanezen aangeduid als Çamëria, en andere gebieden die deel uitmaakten van de vilajet van Janina ten tijde van het Ottomaanse rijk), en een deel van westelijk Noord-Macedonië.
De totale populatie van een verenigd etnisch Albanië op de Balkan zou ongeveer 5,5 miljoen Albanezen tellen.
De vereniging van een nog groter gebied tot een uniek gebied onder Albanees gezag was bedacht door de Liga van Prizren, een organisatie uit de negentiende eeuw, met als doel de Albanese bewoonde landen (en andere regio's, voornamelijk uit de regio Macedonië, Epirus en Montenegro) tot één autonome Albanese vilajet binnen het Ottomaanse rijk. Het concept van een groter Albanië, groter dan het Albanië met de grenzen van 1913, werd echter tijdens de Tweede Wereldoorlog alleen geïmplementeerd onder de Italiaanse en nazi-Duitse bezetting van de Balkan. Het idee van eenwording heeft zijn wortels in de gebeurtenissen van de Vrede van Londen in 1913, toen ongeveer de helft van de overwegend Albanese gebieden en 40% van de bevolking buiten de grenzen van het nieuwe land werd gelaten, iets wat Albanezen vaak zien als een onrechtvaardigheid, opgelegd door de grootmachten.
Volgens het Gallup Balkan Monitor 2010-rapport werd het Groot-Albanese idee ondersteund door de meerderheid van de Albanezen in Albanië (63%), Kosovo (81%) en Noord-Macedonië (53%), hoewel in hetzelfde rapport werd opgemerkt dat de meeste Albanezen dit onwaarschijnlijk achtten.

## Geschiedenis

### Onder het Ottomaanse rijk

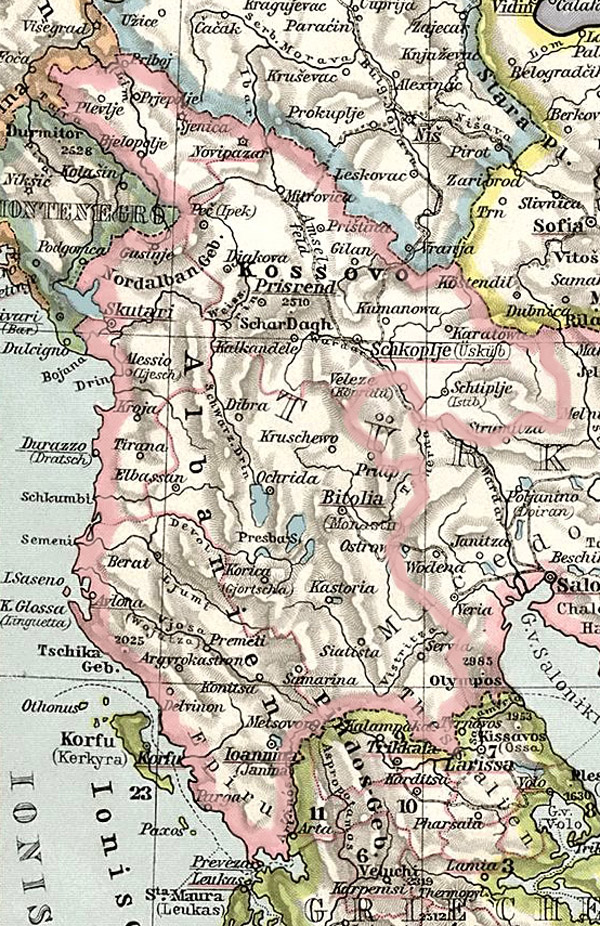
De vier Ottomaanse vilajets (Kosovo, Scutari, Monastir en Janina), voorgesteld als Albanese vilajet door de Liga van Prizren in 1878.

Voorafgaand aan de Balkanoorlogen aan het begin van de twintigste eeuw waren de Albanezen onderworpen van het Ottomaanse rijk. De Albanese onafhankelijkheidsbeweging ontstond in 1878 met de Liga van Prizren (een raad gevestigd in Kosovo) met als doel culturele en politieke autonomie voor etnische Albanezen binnen het Ottomaanse rijk. De Ottomanen waren echter niet bereid om aan de eisen van de Liga te voldoen. Het Ottomaanse verzet tegen de doelen van de Liga heeft er uiteindelijk toe bijgedragen dat het een Albanese nationale beweging is geworden.
Het Albanese nationalisme was een reactie op de geleidelijke opsplitsing van het Ottomaanse rijk en een reactie op de Balkan- en christelijke nationale bewegingen die een bedreiging vormden voor de Albanese bevolking die voornamelijk moslim was. Er werden inspanningen geleverd om vilajets met een Albanese bevolking op te nemen in een grotere unitaire Albanese autonome provincie binnen de Ottomaanse staat, terwijl Groot-Albanië niet als een prioriteit werd beschouwd. Albanees nationalisme tijdens het late Ottomaanse tijdperk was niet doordrenkt van separatisme dat tot doel had een Albanese natiestaat te creëren, hoewel Albanese nationalisten wel een onafhankelijk Groot-Albanië voor ogen hadden. Albanese nationalisten waren vooral gericht op het verdedigen van rechten die sociaal-cultureel, historisch en taalkundig waren binnen de bestaande landen, zonder verbonden te zijn met een bepaald staatsbestel.

### Balkanoorlogen en onafhankelijkheid van Albanië (1912–1913)
De dreigende ineenstorting van de Ottomaanse heerschappij door een militaire nederlaag tijdens de Balkanoorlogen zette de Albanezen, vertegenwoordigd door Ismail Qemali, ertoe aan om in Vlorë de onafhankelijkheid (28 november 1912) van het Ottomaanse Rijk te verklaren. De belangrijkste motivatie voor onafhankelijkheid was om te voorkomen dat de door Albanezen bewoonde gebieden door Griekenland en Servië zouden worden geannexeerd. Italië en Oostenrijk-Hongarije steunden de Albanese onafhankelijkheid vanwege hun bezorgdheid dat Servië met een Albanese kust een rivaal zou zijn in de Adriatische Zee en open zou staan voor invloed van haar bondgenoot Rusland. Afgezien van geopolitieke belangen, waren sommige grootmachten terughoudend om meer door Albanezen bewoonde landen op te nemen in Albanië vanwege de bezorgdheid dat het de enige door moslims gedomineerde staat in Europa zou zijn. Russisch-Franse voorstellen waren voor een ingekort Albanië op basis van centraal Albanië met een voornamelijk moslimbevolking, dat ook werd gesteund door Servië en Griekenland, die van mening waren dat alleen moslims Albanezen konden zijn. Naarmate meer Albanezen deel gingen uitmaken van de Servische en Griekse staten, interpreteren Albanese geleerden met nationalistische perspectieven de onafhankelijkheidsverklaring als een gedeeltelijke overwinning voor de Albanese nationalistische beweging.

### De Tweede Wereldoorlog
Op 7 april 1939 viel Italië onder leiding van Benito Mussolini na langdurige belangstelling en overkoepelende invloedssfeer tijdens het interbellum Albanië binnen. Leden van het Italiaanse fascistische regime, zoals graaf Galeazzo Ciano, zetten het Albanese irredentisme voort met het idee dat het de Italianen steun onder de Albanezen zou opleveren, terwijl het ook samenviel met de Italiaanse oorlogsdoelen van de verovering van de Balkan. De Italiaanse annexatie van Kosovo in Albanië werd door Albanezen van beide gebieden als een populaire actie beschouwd. West-Macedonië werd ook door Italië geannexeerd in hun protectoraat Albanië. Leden van de landbezittende elite, liberale nationalisten die tegen het communisme waren vormden samen met andere delen van de samenleving in Albanië de Balli Kombëtar-organisatie, en de nationalistische collaborerende regering onder de Italianen, probeerde Groot-Albanië te behouden. 

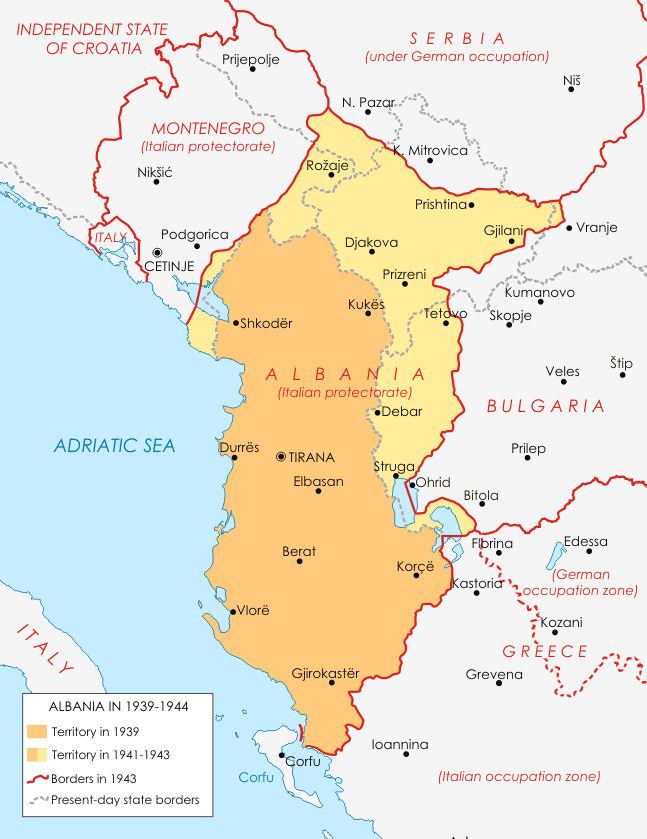
Het Italiaanse protectoraat Albanië, opgericht door Italië in augustus 1941.

Veel Kosovo-Albanezen waren bezig met het verdrijven van de Servische minderheid, met name de Servische en Montenegrijnse kolonisten, die zich vaak vestigden op in beslag genomen Albanees land. Albanezen beschouwden de Servische en Joegoslavische heerschappij als buitenlands en volgens Ramet waren ze van mening dat alles beter zou zijn dan het chauvinisme, de corruptie, het administratieve hegemonisme en de uitbuiting die ze onder de Servische autoriteiten hadden meegemaakt. De Albanezen werkten in grote lijnen samen met de bezetters, die hen een Groot-Albanië hadden beloofd. Ineenstorting van de Joegoslavische heerschappij resulteerde in wraakacties van Albanezen, sommigen sloten zich aan bij de lokale Vulnetari-militie, die Servische nederzettingen in brand stak en Serviërs vermoordde terwijl Servische en Montenegrijnse kolonisten uit het interbellum naar Servië werden verdreven. Het doel van deze acties was het creëren van een homogene Groot-Albanese staat. Dezelfde nationalistische gevoelens onder de Albanezen die de toevoeging van Kosovo verwelkomden, werkten de Italianen tegelijkertijd ook tegen, omdat de buitenlandse bezetting in Albanië steeds meer werd afgewezen. In een poging om Kosovaarse Albanezen in het verzet te krijgen, werd een bijeenkomst in Bujan (1943–1944), Noord-Albanië, tussen Balli Kombëtar-leden en Albanese communisten bijeengeroepen, die instemden met een gemeenschappelijke strijd en handhaving van de nieuw uitgebreide grenzen. De deal werd tegengewerkt door Joegoslavische partizanen en werd later ingetrokken, wat resulteerde in beperkte Kosovaars-Albanese rekruten. Sommige Balli Kombëtar-leden zoals Shaban Polluzha werden partizanen met als doel dat Kosovo onderdeel zou worden van Albanië. Aan het einde van de oorlog voelden sommige van die Kosovaarse Albanezen zich verraden door de terugkeer van het Joegoslavische bewind, en gedurende een aantal jaren verzetten de Albanese nationalisten in Kosovo zich tegen zowel de partizanen als later het nieuwe Joegoslavische leger. Albanese nationalisten zagen hun opname in Joegoslavië als een bezetting.
De Albanese fascistische partij werd in 1939 de regerende partij van het Italiaanse protectoraat van Albanië, en de premier Shefqet Vërlaci keurde de administratieve unie van Albanië en Italië goed, omdat hij de Italiaanse steun wilde om Kosovo, Çamëria en ander "Albanees irredentisme" in een Groot-Albanië te verenigen. Deze eenwording werd inderdaad gerealiseerd na de bezetting van Joegoslavië en Griekenland vanaf het voorjaar van 1941. De Albanese fascisten beweerden in mei 1941 dat bijna alle door Albanezen bevolkte gebieden verenigd waren met Albanië.
Tussen mei 1941 en september 1943 plaatste Benito Mussolini bijna al het door etnische Albanezen bewoonde land onder de jurisdictie van een Albanese regering. Dit gebied omvatte de regio Kosovo, delen van Vardar Macedonië en enkele kleine grensgebieden van Montenegro. In West-Grieks Epirus werd een Albanese hoge commissaris, Xhemil Dino, door de Italianen benoemd, maar het gebied bleef onder de controle van het Italiaanse militaire commando in Athene en bleef dus technisch gezien een regio van Griekenland.
Toen de Duitsers het gebied bezetten en de Italianen vervingen, behielden ze de door Mussolini gecreëerde grenzen, maar na de Tweede Wereldoorlog werden de Albanese grenzen door de geallieerden teruggezet naar de vooroorlogse status.

### Joegoslavische oorlogen
Het Bevrijdingsleger van Kosovo was een etnisch-Albanese paramilitaire organisatie die in de jaren negentig probeerde Kosovo van Joegoslavië te scheiden en uiteindelijk een Groot-Albanië op te richten, dat Kosovo, Albanië en de etnische Albanese minderheid van het aangrenzende Macedonië had moeten omvatten. Het Bevrijdingsleger vond grote morele en financiële steun onder de Albanese diaspora.
Tegen 1998 waren de operaties van het Bevrijdingsleger uitgegroeid tot een belangrijke gewapende opstand. Volgens het rapport van de USCRI zouden de aanvallen als doel hebben om te proberen Kosovo te "zuiveren" van zijn etnische Servische bevolking. De UNHCR schatte het aantal op 55.000 vluchtelingen die naar Montenegro en Centraal-Servië waren gevlucht, van wie de meesten Kosovo-Serviërs waren.
De campagne tegen Joegoslavische veiligheidstroepen, politie, regeringsfunctionarissen en etnische Servische dorpen veroorzaakte een hardhandig Joegoslavisch militair optreden, wat leidde tot de Kosovo-oorlog van 1998–1999. Militaire interventie door Joegoslavische veiligheidstroepen onder leiding van Slobodan Milošević en Servische paramilitairen in Kosovo leidde tot een uittocht van Kosovaarse Albanezen en een vluchtelingencrisis die er uiteindelijk toe leidde dat de NAVO militair tussenbeide kwam om een einde te maken aan wat algemeen werd aangemerkt als een voortdurende campagne van etnische zuivering.
De oorlog eindigde met het Akkoord van Kumanovo, waarbij de Joegoslavische strijdkrachten ermee instemden om zich uit Kosovo terug te trekken om plaats te maken voor internationale aanwezigheid. Het Kosovo-bevrijdingsleger werd kort daarna ontbonden, waarbij sommige leden voor de UÇPMB in de Preševo-vallei vochten en anderen toetraden tot het Nationale Bevrijdingsleger en het Albanese Nationale Leger tijdens het gewapende etnische conflict in Macedonië.

### Jaren 2000-heden

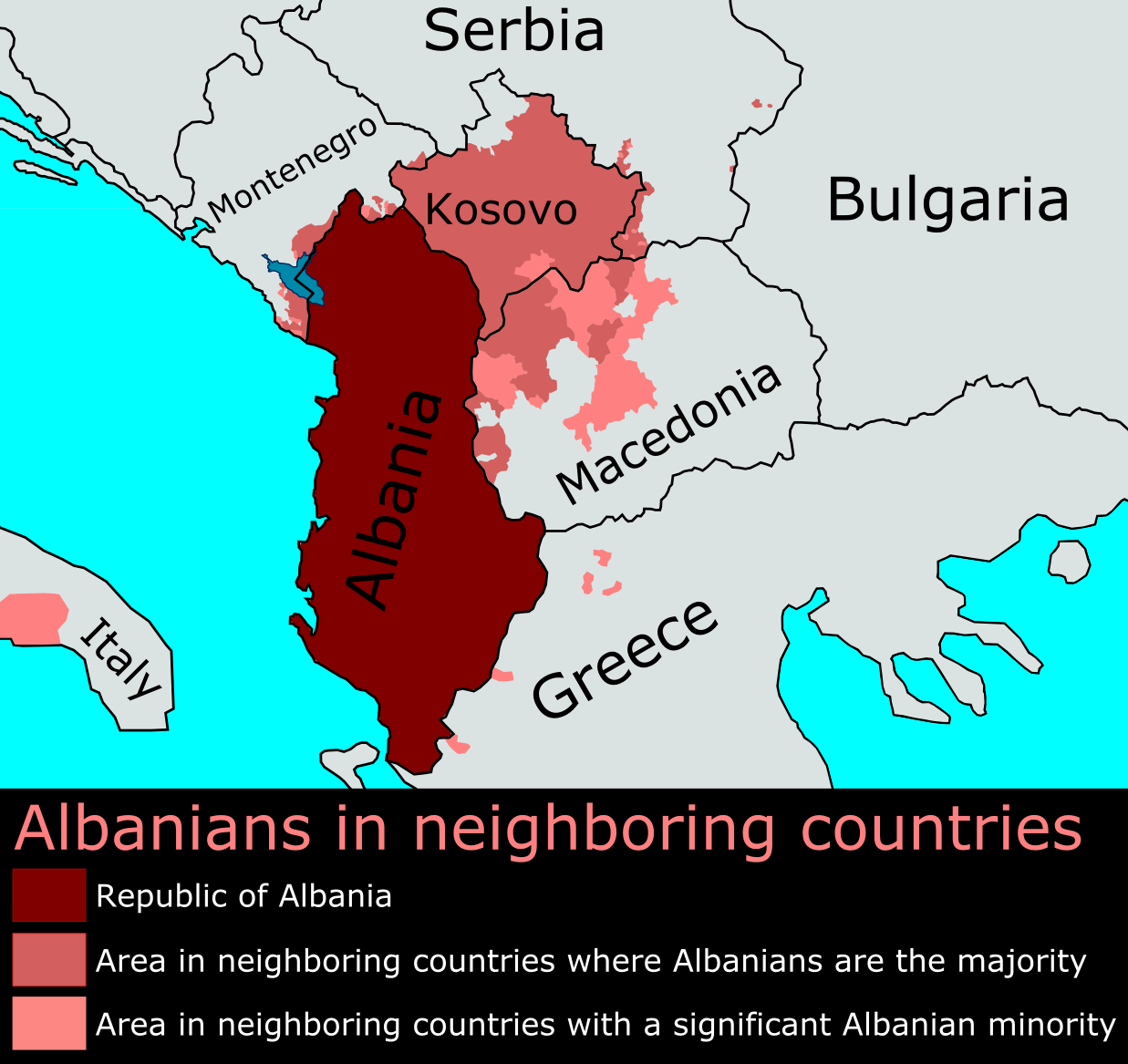
Verspreiding van Albanezen op de Balkan.

In de jaren 2000 ontstonden in Albanië politieke partijen die pleitten voor en bereid zijn te vechten voor een Groter Albanië. Zij waren het Nationale Bevrijdingsfront van Albanezen (KKCMTSH) en de Partij voor Nationale Eenheid (PUK) die in 2002 fuseerden tot het Verenigde Nationale Albanese Front (FBKSh), dat optrad als de politieke organisatie van de militante groep van het Albanese Nationale Leger (AKSh). In de vroege jaren 2000 was het Bevrijdingsleger van Çamëria  een paramilitaire formatie die van plan was actief te zijn in de Noord-Griekse regio Epirus. Politieke partijen die alleen op het politieke toneel actief zijn en een nationalistische kijk hebben, zijn de monarchistische Partij voor de Wettigheidsbeweging (PLL), de Partij voor de Nationale Eenheid (PBKSh) naast de Balli Kombëtar, een partij die de kiesdrempel is gepasseerd en in het parlement kwam. Deze politieke partijen, van wie sommigen pleiten voor een Groter Albanië, waren voornamelijk onbeduidend en bleven aan de rand van het Albanese politieke toneel. De kwestie-Kosovo heeft een beperkte aantrekkingskracht bij Albanese kiezers, die over het algemeen niet geïnteresseerd zijn in het kiezen van partijen die pleiten voor hertekende grenzen die een Groter Albanië creëren. De vieringen voor Honderd jaar Albanese onafhankelijkheid in 2012 riepen nationalistisch commentaar op onder de politieke elite van wie premier Sali Berisha naar Albanese landen verwees als zich uitstrekkend tot Preveza, Noord-Griekenland en Preševo, in het zuiden van Servië, waardoor de buurlanden van Albanië kwaad werden. In Kosovo is een prominente linkse nationalistische beweging de politieke partij Vetëvendosje (zelfbeschikking) geworden, die pleit voor nauwere betrekkingen tussen Kosovo en Albanië en pan-Albanese zelfbeschikking op de Balkan. Een andere kleinere nationalistische partij, de Balli Kombetar Kosovë (BKK), ziet zichzelf als opvolger van de oorspronkelijke organisatie uit de Tweede Wereldoorlog die de Kosovaarse onafhankelijkheid en de pan-Albanese eenwording ondersteunt. Groot-Albanië blijft vooral op het gebied van politieke retoriek, en de Albanezen in het algemeen beschouwen EU-integratie als de oplossing voor het bestrijden van misdaad, zwak bestuur, het maatschappelijk middenveld en het bij elkaar brengen van de verschillende Albanese bevolkingsgroepen.

## Gebieden
| Staat/regio/gemeenschap                                                      | Gebied                                                                                                | Gebied (km2) | Populatie                    | Aantal Albanezen                        |
| ---------------------------------------------------------------------------- | --- | ------------ | ---------------------------- | --------------------------------------- |
| Albanië                                                                      | Albanië                                                                                               | 28.748       | 2.821.977                    | 2.312.356 (82% van de totale bevolking) |
| Kosovo (Kosovaarse Albanezen)                                                | Kosovo                                                                                                | 10.908       | 1.739.825 (Telling van 2011) | 1.616.869 (93% van de totale bevolking) |
| Malësia, Kraja, Rožaje, Plav en Gusinje (Albanese gemeenschap in Montenegro) | Montenegro: Tuzi-gebied (Malësia), regio Kraja, gemeenten Ulcinj, Plav en Gusinje en Rožaje gemeenten | 1.173–1.400  | N.v.t.                       | 25.000                                  |
| Westelijk Noord-Macedonië (Albanese gemeenschap in Noord-Macedonië)          | Noord-Macedonië: westelijke en noordwestelijke gebieden                                               | 2.500–4.500  | N.v.t.                       | 509.083 (telling van 2002)              |
| Preševo-vallei (Albanese gemeenschap in Centraal-Servië)                     | Servië: gemeenten Preševo, Bujanovac en gedeeltelijk Medveđa                                          | 725–1.249    | 88.966 (Telling van 2002)    | 57.595 (65% van de Preševo Vallei)      |
| Epirus/Çamëria (Çam Albanezen)                                               | Griekenland: Thesprotia en Preveza (zuidelijk historisch Epirus)                                      | N.v.t.       | N.v.t.                       | N.v.t.                                  |

### Kosovo
Kosovo heeft een overwegend Albanese meerderheid, naar schatting ongeveer 88%. De telling van 2011 vermeldde een hoger percentage Albanezen, maar door de uitsluiting van Noord-Kosovo, een door Serviërs gedomineerd gebied, en een gedeeltelijke boycot door de Roma- en Servische bevolking in Zuid-Kosovo, zijn die aantallen onbetrouwbaar.

### Montenegro
De irredentistische claims in Montenegro bevinden zich in de grensgebieden, waaronder in Kraja, Ulcinj, Tuzi (Malësia), Plav en Gusinje en Rožaje (Sandžak). Volgens de telling van 2011 volgt het Albanese aandeel in die gemeenten: Ulcinj – 14.076 (70%), Tuzi – 2.383 (50%), Plav – (19%), Rožaje – 188 (2%). De claim op het Sandžak-gebied, waar de Albanese gemeenschap klein is en de Bosnische gemeenschap de meerderheid, is gebaseerd op de Albanese staatsgrenzen in de Tweede Wereldoorlog en aanwezigheid in de late Ottomaanse periode.

### Noord-Macedonië
Het westelijke deel van Noord-Macedonië is een gebied met een grote etnische Albanese minderheid. De Albanese bevolking in Noord-Macedonië vormt 25% van de bevolking, in de telling van 2002 waren dat er 509.083. Steden met Albanese meerderheden of grote minderheden zijn Tetovo, Gostivar, Struga en Debar.
In de jaren tachtig verschenen Albanese irredentistische organisaties in de SR Macedonië, met name in Vinica, Kicevo, Tetovo en Gostivar. In 1992 riepen Albanese activisten in Struga ook de oprichting van de Republiek Ilirida uit (Albanees: Republika e Iliridës) met de bedoeling tot autonomie of federalisering binnen Macedonië. De verklaring had slechts een symbolische betekenis en het idee van een autonome staat Ilirida wordt niet officieel aanvaard door de etnisch-Albanese politici in Noord-Macedonië.

### Preševo-vallei (Servië)
De irredentistische beweringen in Centraal-Servië (met uitzondering van Kosovo) bevinden zich in de zuidelijke Preševo-vallei, binnen de gemeenten Preševo (Albanees: Preshevë), Bujanovac (Albanees: Bujanoc) en een gedeelte van Medveđa (Albanees: Medvegjë), waar een Albanese gemeenschap woont. In 2001 woonden er naar schatting 70.000 Albanezen in het gebied. Volgens de telling van 2002 was het Albanese aandeel in die gemeenten het volgende: Preševo – 31.098 (89%), Bujanovac – 23.681 (55%), Medveđa – 2.816 (26%).
Na de Kosovo-oorlog (1998–1999), kwam het Albanese separatistische Bevrijdingsleger van Preševo, Medveđa en Bujanovac in opstand tegen de Servische regering, met als doel de Preševo-vallei te laten annexeren in Kosovo.

### Griekenland
De irredentistische claims in Griekenland zijn Çamëria, delen van Epirus en de historische vilajet van Janina.
Het kustgebied van Thesprotia in het noordwesten van Griekenland, door Albanezen aangeduid als Çamëria, wordt soms opgenomen in Groot-Albanië. Volgens de volkstelling van 1928 door de Griekse staat woonden er ongeveer 20.000 islamitische Çams in de prefectuur Thesprotia. Ze werden aan het einde van de Tweede Wereldoorlog gedwongen hun toevlucht te zoeken in Albanië nadat een groot deel van hen met de nazi's had gecollaboreerd en een aantal misdaden had gepleegd in de periode van 1941–1944. Bij de eerste naoorlogse volkstelling (1951) waren er nog maar 123 moslim Çams over in het gebied. Afstammelingen van de verbannen islamitische Çams (waarvan er naar eigen zeggen 170.000 in Albanië wonen) beweren dat er vóór de Tweede Wereldoorlog tot 35.000 islamitische Çams in het zuiden van Epirus woonden. Velen van hen proberen momenteel legale manieren te zoeken om schadevergoeding te eisen voor de eigendommen die door Griekenland in beslag zijn genomen. Voor Griekenland "bestaat de kwestie niet".